# HMS Tudor
Le HMS Tudor (pennant number : P326) est un sous-marin de la classe T en service dans la Royal Navy. Il a été construit à l’arsenal de Devonport, et mis à l’eau le 23 septembre 1942. Il est le premier navire de la Royal Navy à porter le nom de Tudor, d’après la période Tudor ou la dynastie Tudor de monarques anglais. Et de fait, son insigne représentait une rose moitié rouge moitié blanche, évoquant la rose Tudor, surmontée d’une couronne.

## Conception
Les sous-marins de la classe S se sont avérés trop petits pour des opérations lointaines. Il fallut mettre en chantier la classe T qui disposait de 21 mètres de longueur en plus et d'un déplacement de 1000 tonnes. Alors que les bâtiments de la classe S avaient seulement six tubes lance-torpilles d'étrave, ceux de la classe T en avaient huit, dont deux dans un bulbe d'étrave, plus deux autres dans la partie mince de la coque au milieu du navire.

## Engagements
Le HMS Tudor fut construit par l’arsenal de Devonport. Sa quille fut posée le 20 septembre 1941, il fut lancé le 23 septembre 1942 et mis en service le 16 janvier 1944.
Le HMS Tudor a servi en Extrême-Orient pendant la majeure partie de sa carrière durant la Seconde Guerre mondiale. Il a coulé cinq voiliers japonais, quatre caboteurs japonais et un autre navire japonais, ainsi qu’un voilier non-identifié au nord de Sumatra.
Pendant la guerre, le HMS Tudor fut adopté par l’arrondissement de Bridgend dans le cadre de la Semaine du navire de guerre. La plaque de cette adoption est conservée par le Royal Naval Museum à Portsmouth.
Le HMS Tudor a survécu à la Seconde Guerre mondiale. Le 23 avril 1949, il arrive à Halifax, en Nouvelle-Écosse, pour entreprendre une tournée de trois mois dans les eaux canadiennes et aider à former des navires de surface canadiens à la guerre anti-sous-marine. Il rentre au Royaume-Uni en juillet 1949, relevé par le HMS Tally-Ho. Il fut vendu à la ferraille le 1er juillet 1963 et démantelé à Faslane.